# Brahim Mahamat
Brahim Mahamat Ahmat (N'Djamena, 13 novembre 1995) è un calciatore ciadiano, attaccante svincolato della nazionale ciadiana.

## Carriera

### Club
Dopo gli esordi in patria al Farcha, ha sempre giocato nelle serie minori francesi (mai al di sopra della quinta divisione).

### Nazionale
Esordisce in nazionale il 10 ottobre 2020 giocando da titolare nella partita amichevole persa per 2-0 sul campo del Niger; il successivo 11 novembre gioca invece i minuti finali della partita di qualificazione alla Coppa d'Africa persa per 1-0 sul campo della Guinea. Il 15 novembre gioca poi un'ulteriore partita di qualificazione alla Coppa d'Africa, subentrando anche questa volta nei minuti conclusivi del match.

## Statistiche

### Cronologia presenze e reti in nazionale
| Cronologia completa delle presenze e delle reti in nazionale ― Ciad | Cronologia completa delle presenze e delle reti in nazionale ― Ciad | Cronologia completa delle presenze e delle reti in nazionale ― Ciad | Cronologia completa delle presenze e delle reti in nazionale ― Ciad | Cronologia completa delle presenze e delle reti in nazionale ― Ciad | Cronologia completa delle presenze e delle reti in nazionale ― Ciad | Cronologia completa delle presenze e delle reti in nazionale ― Ciad | Cronologia completa delle presenze e delle reti in nazionale ― Ciad |
| Data                                                                | Città                                                               | In casa                                                             | Risultato                                                           | Ospiti                                                              | Competizione                                                        | Reti                                                                | Note                                                                |
| ------------------------------------------------------------------- | ------------------------------------------------------------------- | ------------------------------------------------------------------- | ------------------------------------------------------------------- | ------------------------------------------------------------------- | ------------------------------------------------------------------- | ------------------------------------------------------------------- | ------------------------------------------------------------------- |
| 10-10-2020                                                          | Niamey                                                              | Niger                                                               | 2 – 0                                                               | Ciad                                                                | Amichevole                                                          | -                                                                   | 78’                                                                 |
| 11-11-2020                                                          | Conakry                                                             | Guinea                                                              | 1 – 0                                                               | Ciad                                                                | Qual. Coppa d'Africa 2021                                           | -                                                                   | 75’                                                                 |
| 15-11-2020                                                          | N'Djamena                                                           | Ciad                                                                | 1 – 1                                                               | Guinea                                                              | Qual. Coppa d'Africa 2021                                           | -                                                                   | 73’                                                                 |
| Totale                                                              |                                                                     | Presenze                                                            | 3                                                                   |                                                                     | Reti                                                                | 0                                                                   |                                                                     |